# Erica berghiana
Erica berghiana är en ljungväxtart som beskrevs av Marl.-spirl. Erica berghiana ingår i släktet klockljungssläktet, och familjen ljungväxter. Inga underarter finns listade i Catalogue of Life.